# Округ Мерсер (Њу Џерзи)
Мерсер (енгл. Mercer County) је округ у америчкој савезној држави Њу Џерзи.

## Демографија
По попису из 2010. године број становника је 366.513, што је 15.752 (4,5%) становника више него 2000. године.
| Група             | 2000.           | 2010.           |
| Белци             | 225.284 (64,2%) | 199.909 (54,5%) |
| Афроамериканци    | 69.502 (19,8%)  | 74.318 (20,3%)  |
| Азијати           | 17.340 (4,9%)   | 32.752 (8,9%)   |
| Хиспаноамериканци | 33.898 (9,7%)   | 55.318 (15,1%)  |
| Укупно            | 350.761         | 366.513         |